# Joseph Hergenröther
Joseph Hergenröther (né le 15 septembre 1824 à Wurtzbourg en royaume de Bavière et mort le 3 octobre 1890 à l'abbaye de Mehrerau, près de Bregenz) est un cardinal bavarois du XIXe siècle.

## Biographie
Hergenröther exerce  des  fonctions au sein de la curie romaine, notamment comme préfet de la maison pontificale. Il est aussi doyen de la faculté de théologie de l'université de Wurtzbourg de  1852 à 1879. Il est un grand partisan de l'infaillibilité pontificale et écrit beaucoup sur la théologie, l'histoire de l'Église et le droit canonique. Le pape Léon XIII le crée cardinal lors du consistoire du 12 mai 1879. Le cardinal Hergenröther est en 1879 premier préfet des archives secrètes du Vatican.
Il meurt le 3 octobre 1890, âgé de 66 ans. 